# Walter Zieseniß
Walter Zieseniß (* 25. Januar 1954; † 24. Juli 2012 in Barsinghausen) war ein deutscher Landwirt, Kommunalpolitiker der CDU und Bürgermeister Barsinghausens.

## Leben
Walter Zieseniß wuchs als Sohn von Bauern auf deren Hof in Nordgoltern auf. Er besuchte die Goetheschule, an der er seine Mittlere Reife ablegte. Anschließend ließ er sich zum Landwirt ausbilden und bestand bereits als Jugendlicher mit 17 Jahren die Gesellenprüfung. In der Folge machte er sein Fachabitur und studierte dann an der Universität Osnabrück das Fach  Agrarwissenschaften. In dieser Zeit wurde er bereits im Alter von 21 Jahren zum Landvolk-Vorsitzenden gewählt. Mit 22 trat er der CDU bei. Mit dem Titel als Diplom-Agraringenieur übernahm er nach dem Tod seines Vaters 1976 den Hof seiner Eltern.
Nachdem Zieseniß der CDU beigetreten war, wurde er 1986 in den Rat der Stadt Barsinghausen gewählt. Ab dem 1. November 2006 übernahm er das Amt des Bürgermeisters von Barsinghausen.
Das zweite berufliche Standbein von Walter Zieseniß seit 1988 das des Geschäftsführers des Kirchlichen Dienstes auf dem Lande der Evangelisch-lutherischen Landeskirche Hannovers.
Daneben engagierte sich Zieseniß ehrenamtlich beispielsweise in der evangelischen Kirche, als Ortsbrandmeister der Feuerwehr Nordgoltern und in Sozialverbänden.
Rund zwei Jahre vor dem Ende seiner regulären Amtszeit starb Walter Zieseniß überraschend an einem Herzinfarkt. Der Christdemokrat war verheiratet und Vater zweier Söhne. Seine Beerdigung auf dem Friedhof Großgoltern mit rund 800 Gästen, während der der Landtagsabgeordnete Max Matthiesen eine Abschiedsrede hielt, war die größte Trauerfeier in der Geschichte des Ortes.

## Walter-Zieseniß-Weg

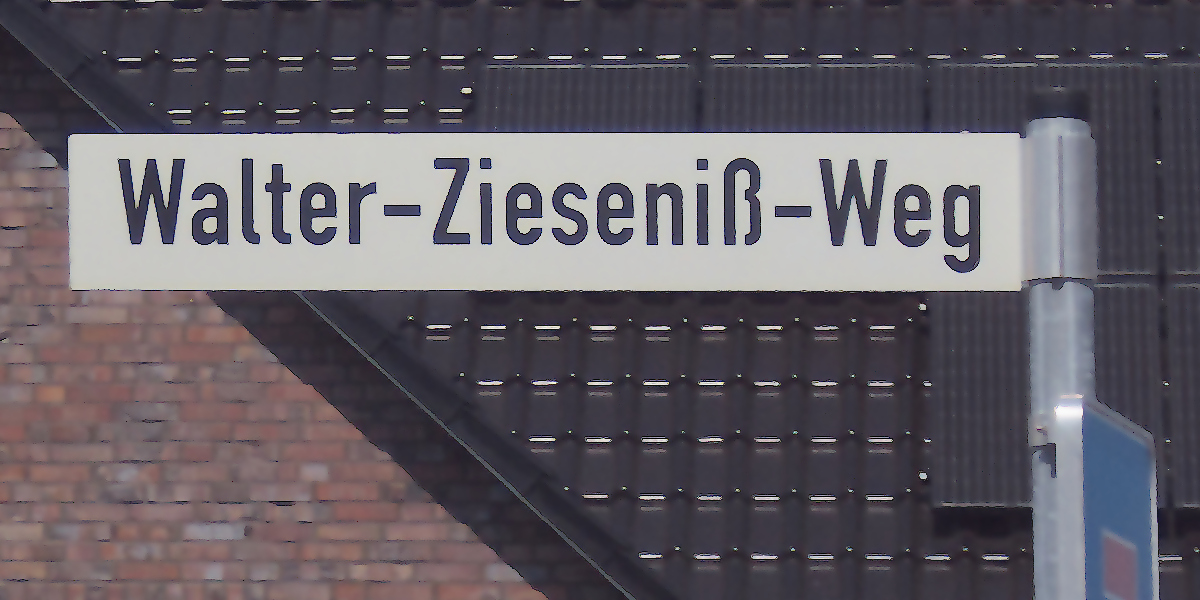
Straßenschild Walter-Zieseniß-Weg

Nach dem Vorschlag der Stadtverwaltungs Barsinghausen beschloss der Rat der Stadt Anfang Oktober 2015 für das Neubaugebiet Alter Sportplatz die Benennung einer Straße in Bürgermeister-Zieseniß-Weg zur Erinnerung an den Kommunalpolitiker.